# Ladislao Barros Morán
Ladislao Barros Morán; (¿? - Santiago, 1885), fue un abogado, agricultor y político chileno del Partido Liberal.

## Vida
Hijo del exparlamentario Manuel Barros Andonaegui, y su segunda esposa, Mercedes Morán y Fuenzalida. Estudió en Instituto Nacional y cursó Leyes en la Universidad de Chile.
Se dedicó gran parte de su juventud al comercio y la agricultura, en la hacienda familiar, cerca de Curicó.
Contrajo nupcias con su sobrina, Martina Barros Arana, hija de Diego Antonio Barros tercer hijo de su padre con su primera esposa, con quien tuvo tres hijos: María Luisa, Daniel y Ladislao, los dos varones también fueron parlamentarios.

## Actividades Políticas
Militó en el Partido Liberal. Como Diputado suplente de Melipilla, se incorporó al Congreso en 1 de junio de 1872, en reemplazo del titular, Enrique Cood Ross. Fue suplente por Putaendo en 1876, pero nunca llegó a incorporarse.
Elegido Diputado en propiedad por la 5ª agrupación departamental, correspondiente a las comunas de San Felipe, Los Andes y Putaendo (1879-1882). Presidente de la Cámara de Diputados (1879-1880).